# Valchiusa
Valchiusa ist eine italienische Gemeinde der Metropolitanstadt Turin in der Region Piemont.

## Lage und Einwohner
Valchiusa liegt knapp 70 km nördlich von Turin. Die Gemeinde besteht aus vier nicht zusammenhängende Gemeindegebiete mit insgesamt 1016 Einwohnern (Stand: 31. Dezember 2023). Valchiusa umfasst die Fraktionen Drusacco, Inverso, Meugliano, Novareglia, Trausella und Vico Canavese (Gemeindesitz).
Die Nachbargemeinden sind Brosso, Castellamonte, Castelnuovo Nigra, Champorcher (AO), Donnas (AO), Lessolo, Pontboset (AO), Quincinetto, Rueglio, Traversella, Val di Chy und Valprato Soana.

## Geschichte

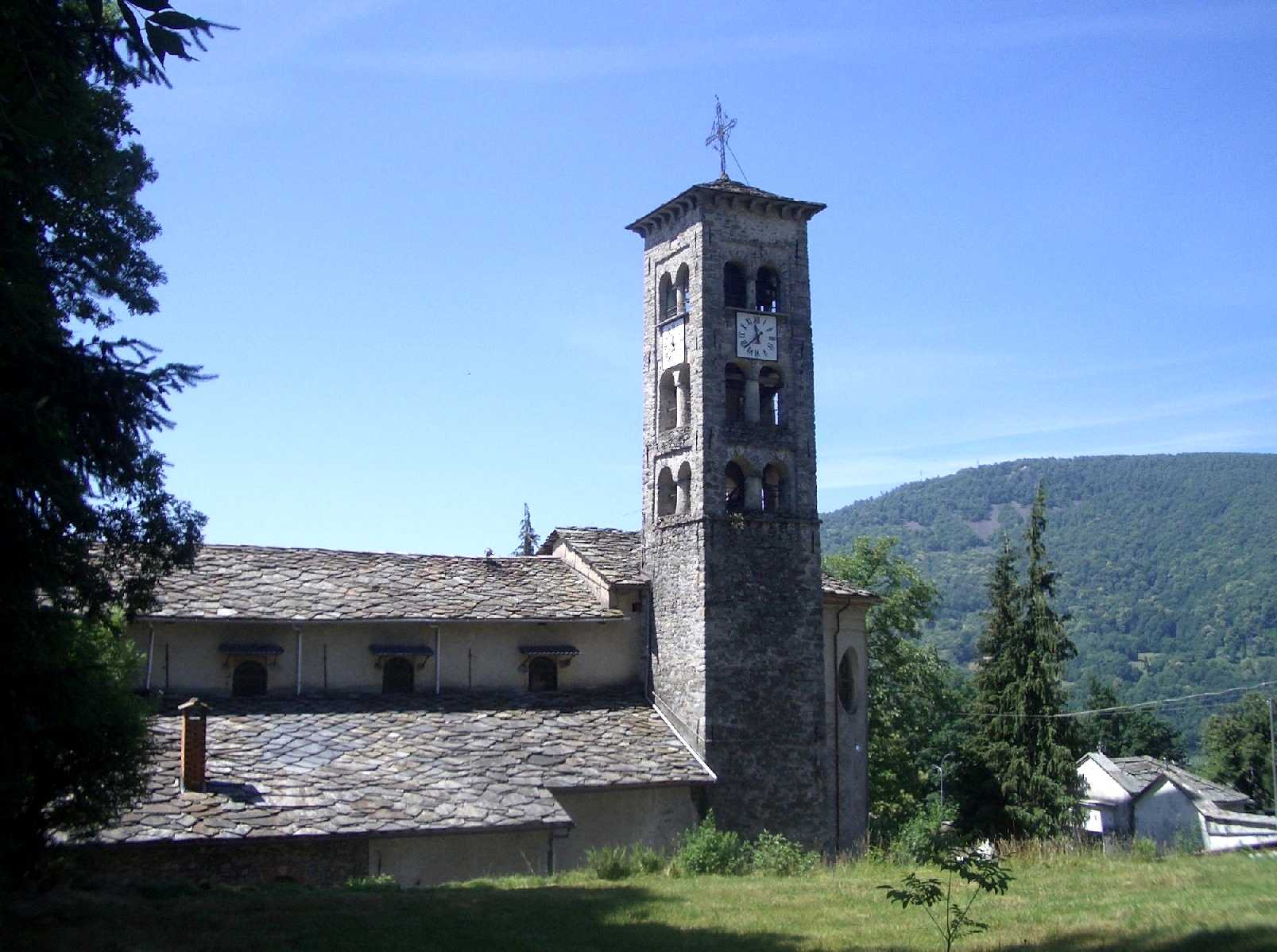
Pfarrkirche von Vico Canavese

Valchiusa wurde am 1. Januar 2019 durch Zusammenschluss der Gemeinden Meugliano, Trausella und Vico Canavese gegründet.